# Darlington (Pennsylvania)
Darlington  è un comune (borough) degli Stati Uniti d'America, nella contea di Beaver nello Stato della Pennsylvania. Secondo il censimento del 2010 la popolazione è di 254 abitanti.

## Società

### Evoluzione demografica
La composizione etnica vede una prevalenza della razza bianca (98,8%) seguita da quella asiatica (1,2%), dati del 2010.
| borough di Darlington Popolazione |     |
| 2000                              | 299 |
| 2010                              | 254 |